# Jan van den Berg
Johannes Jacobus van den Berg, detto Jan (Haarlem, 22 agosto 1879 – Zandvoort, 21 dicembre 1951), è stato un calciatore olandese, di ruolo attaccante.

## Carriera
Vinse una medaglia di bronzo alle Olimpiadi del 1908 con la sua nazionale.

## Palmarès

### Club
- KNVB beker: 1

Haarlem: 1901-1902

### Nazionale
- Bronzo olimpico: 1

Olanda: Londra 1908